# Hildegardia cubensis
Hildegardia cubensis é uma espécie de angiospérmica da família Sterculiaceae.
Só pode ser encontrada em Cuba.
Está ameaçada por perda de habitat.